# حزب العمل المستقل
حزب العمل المستقل (بالإنجليزية: Independent Labour Party)‏ هو حزب سياسي بريطاني، أسس في 1893، وحل في 1975، وقد تم تأسيسه بواسطة كير هاردي.

## أعضاء بارزون
- كود سباركل
- تحديث القائمة

- إميلين بانكيرست
- إليانور ماركس
- جون هوبسون
- كير هاردي (1893 - 1900)
- Alan Bush (1924 - 1929)
- James Larkin
- إدوارد أفيلينغ
- عادل بانكهيرست
- Shapurji Saklatvala (1909 - 1921)
- Bessie Braddock